# 浜黒崎
浜黒崎（はまくろさき）は、富山県富山市の町名である。浜黒崎地区センターが所在している。

## 概要
集落は北陸街道沿いに立地する街村である。浜黒崎地区センターや浜黒崎小学校があり、地区の教育・行政の中心地である。一方で浜黒崎地区最多の人口を持つ古志町の4分の1程度の人口であるが、古志町とは隣接しており、往来に不便はない。

## 由来
浜黒崎という地名の由来は、常願寺川の土砂により、砂浜がやや黒っぽくなっていたことによるとされている。

## 地理
- 河川 常願寺川、村川

## 歴史
- 1940年（昭和15年）4月1日 -浜黒崎村が富山市に編入。

## 施設
- 浜黒崎地区センター
- 富山市立浜黒崎小学校

## 観光地
- 古志の松原 -現代でも防風林として機能している。

## 交通
富山ライトレールフィーダーバス水橋漁港行のバス停、浜黒崎小学校前で下車。

## 参考出典
『富山県の地名』平凡社